# Alberto Nota
Alberto Nota, född den 15 november 1775 i Turin, död där den 18 april 1847, var en italiensk dramatiker.
Nota, som var generalintendent i Cuneo, var en av Goldonis efterföljare och utmärkte sig särskilt i karaktärsteckning. Bland hans lustspel bör nämnas Il progettista, La fiera, La pace domestica, Il filosofo celibe och Educazione e natura. Utmärkande för Nota är en viss allvarlig, melankoliskt färgad ironi. Han var mindre omtyckt i sitt hemland Italien än i utlandet. Hans arbeten har utgivits flera gånger, bland annat i åtta band (Teatro comico) 1842–1843.